# Clown
Een clown is een komische, doorgaans geschminkte artiest. Naast clowns onderscheidt men andere modernere komische artiesten hoewel de overgangen soms vloeiend zijn.

## Etymologie

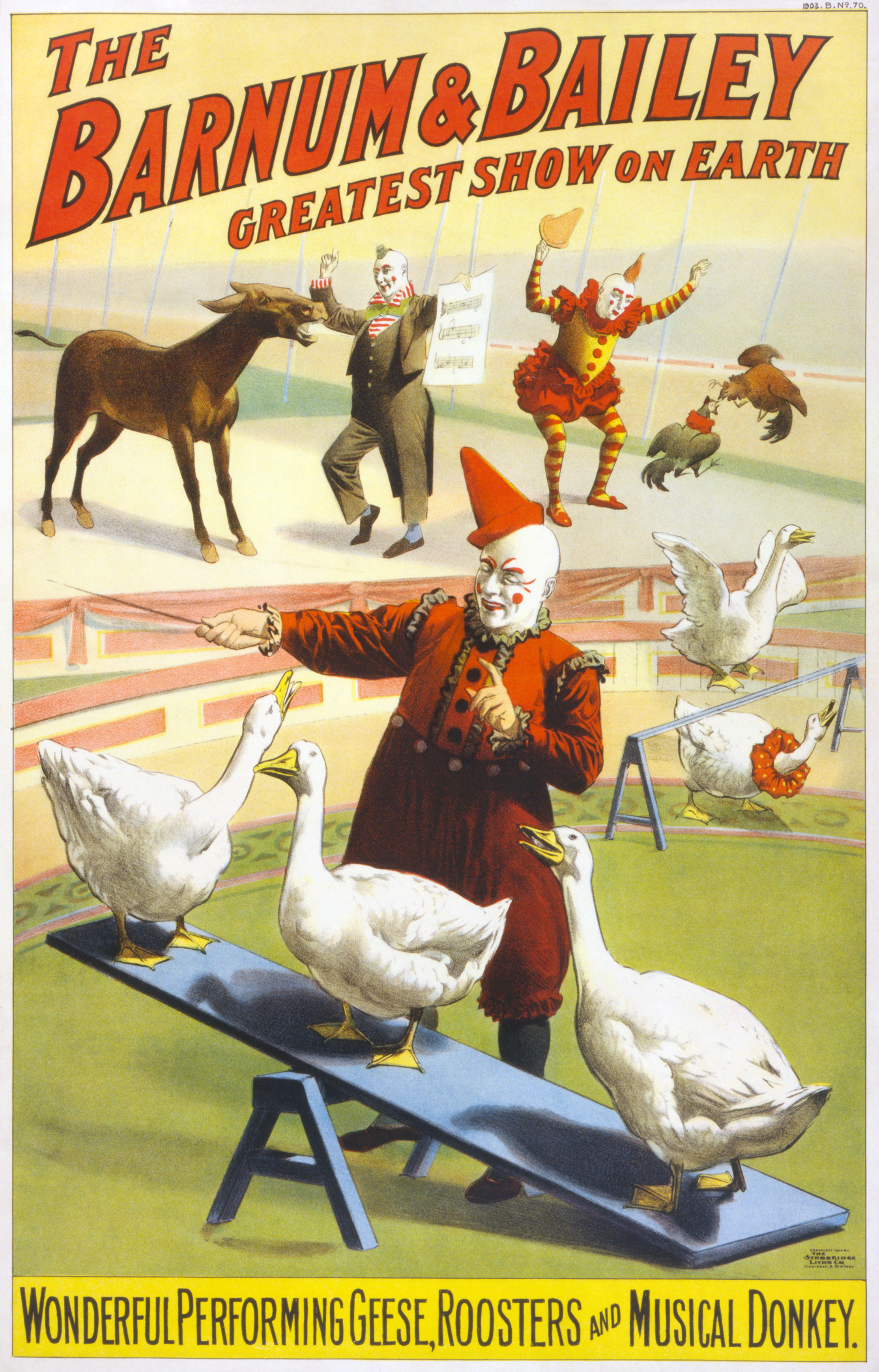
Clown met ganzenact op een affiche uit 1900 voor het Barnum & Bailey Circus

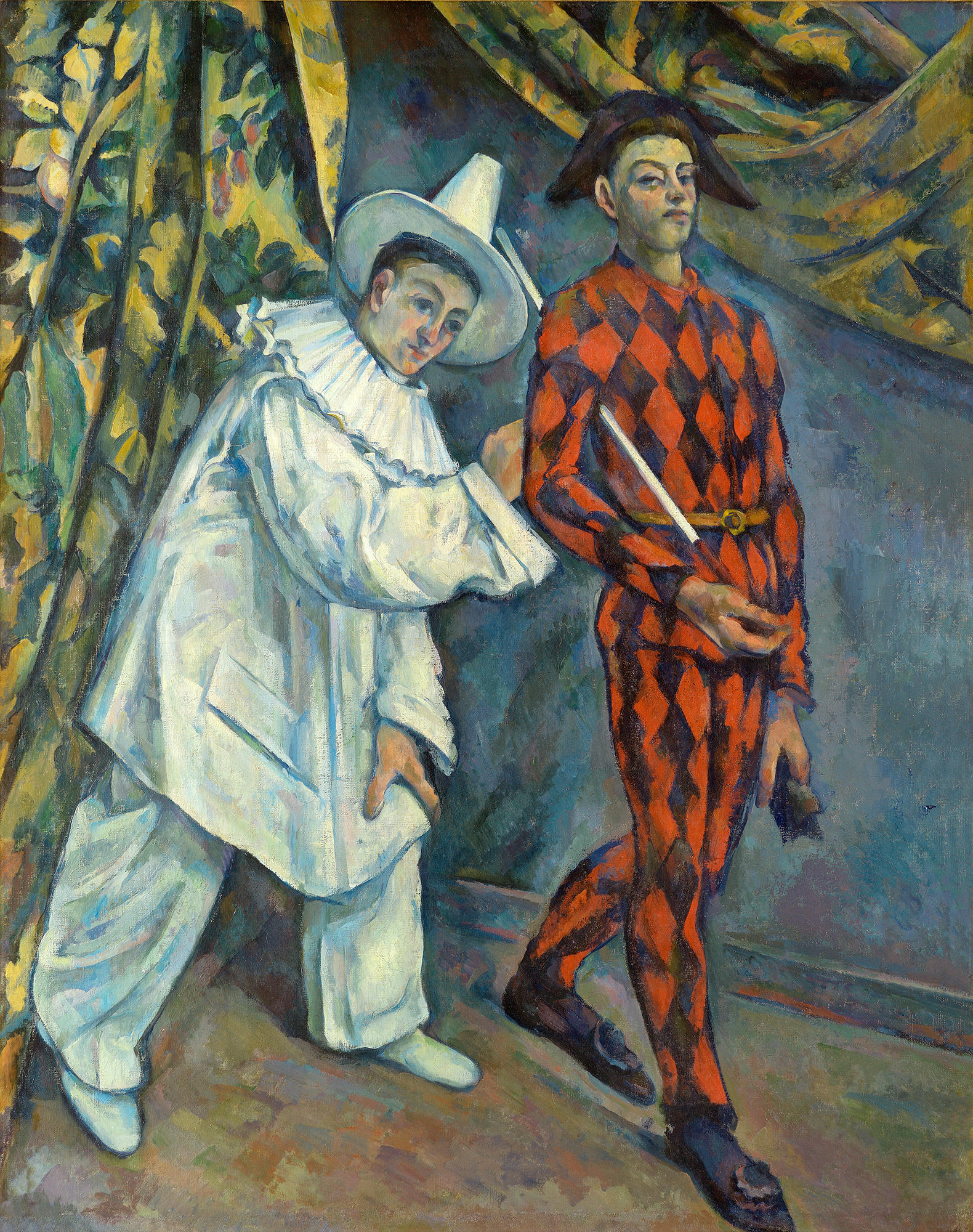
Cézanne schilderde een echte clown (Pierrot) en een in een domino geklede harlekijn.

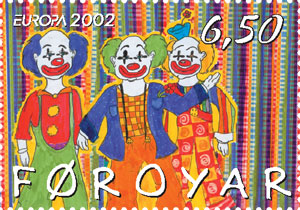
Postzegel van de Faeröer met moderne clowns of augusten, getekend door de 13-jarige Anna Katrina Olsen

Het woord clown komt uit het Engels, waar het oorspronkelijk "onbenul" of "boerenpummel" betekende. Het is mogelijk verwant aan het Nederlandse woord "kluns", soortgelijke woorden komen ook in Scandinavische talen voor. Een  minder waarschijnlijk geachte verklaring is dat het woord afkomstig is van het Latijnse colonus, dat "boer" betekent.
In het Nederlands en vele andere talen worden niet alleen clowns in enge zin, maar ook augusten en domme augusten tegenwoordig clowns genoemd.

## Geschiedenis
Hoewel de clown in zijn huidige vorm pas sinds enkele eeuwen bestaat, zijn allerlei vergelijkbare figuren terug te voeren tot de oudheid. Reeds in het Oude Egypte, het Oude Griekenland, het Romeinse theater evenals in het oude China en India kende men vergelijkbare figuren.
In de middeleeuwen had de hofnar een belangrijke rol te vervullen aan het koninklijk hof. In Engeland kende men ten tijde van Hendrik I figuren als de Merry Andrew en de Jack Pudding, die met hun vermakelijke acts op straat kwakzalvers aan meer klanten moesten helpen. Ook de harlekijn, een van de hoofdpersonages uit de commedia dell' arte, geldt als een belangrijke voorloper van de hedendaagse clown.
Hierna vond de clown uiteindelijk zijn huidige vorm en populariteit in het circus, dat dankzij Philip Astley en Charles Hughes zijn moderne vorm kreeg. Tot de vaste cast van de eerste circussen behoorden de zogeheten Mr. Merrymen. Bekende Merrymen uit deze tijd zijn Hughes, John Bill Ricketts en Dicky Usher. Joseph Grimaldi (1778-1837) geldt als het prototype van de moderne clownsfiguur, alhoewel hij zelf nooit in een circus heeft opgetreden.

## Verwante termen
Clowns, augusten, pierrots, narren, paljassen, harlekijnen en hansworsten zijn artiesten die ieder een eigen – komisch – genre beoefenden of beoefenen.
De harlekijn is oorspronkelijk een figuur uit de Commedia dell'arte, een Italiaanse vorm van volkstoneel. In het Nederlands wordt de komische harlekijn ook paljas genoemd, maar er zijn ook tragische harlekijnen.
Een nar is een vreemd geklede komediant en een figuur in de literatuur. De nar is veel ouder dan de clown en trad ook als hofnar aan de Europese vorstenhoven op. Een nar vindt men ook terug in het kaartspel als de joker.
Een august is een grappenmaker die wordt gekenmerkt door een uniek opgemaakt gezicht. Deze opmaak wordt, op een ei geschilderd, ook in een museum in Zwitserland bewaard. Geen twee augusten mogen gelijk zijn. Men maakt in een groep komedianten ook nog onderscheid tussen de bemiddelende august en de niet voor rede vatbare Domme august. In een klassieke act hoort daar ook nog een dikke en aanmatigende circusdirecteur bij. Op het gezicht van een august is een geaccentueerde emotie (bijvoorbeeld enorme geschminkte rode lippen in een lach, of de ogen in een permanente huilstand) te zien. Hij draagt veel te grote armoedige en felgekleurde kleren (pofbroek). Vaak draagt een august schoenen waarin zijn voeten driemaal zouden passen en een speciale bolle rode neus. De clown is een heer, de august is een knecht.
De tegenspeler van de august heet pierrot. Deze figuur stamt uit de commedia dell'arte, waar hij Pedrolino heet. Tegenwoordig komt men hem tegen in het circus en in pantomimevoorstellingen.
Een hansworst was de komische hoofdfiguur van de oud-Hollandse poppenkast voordat deze de naam Jan Klaassen kreeg. Ook werd de Duitse  Hanswurst afgeleide term gebruikt voor een grof-komische figuur in geïmproviseerde komedies. De figuur kon koppige, sluwe, domme, slimme, ondernemende, laffe, toegeeflijke dan wel vrolijke karaktertrekken tonen.

## De klassieke clownsact
Clowns zijn in het circus typische lange, in dure witte of lichtgekleurde kleren gehulde en witgeschminkte artiesten. De kwetsbare en gereserveerde clown is muzikaal en in een traditionele clownsact wil hij vaak viool of trompet gaan spelen, maar daar komt hij niet aan toe omdat de august hem voortdurend voor de voeten loopt en alle aandacht opeist. Deze melancholieke clown is verwant aan de in het begin van de 19e eeuw ontstane Pierrot.
De eerste moderne witgeschminkte clown was Grimaldi, die rond 1831 niet in een circus maar in de traditionele Engelse pantomime optrad.

## De moderne clownsact
In de tijd van de stomme film ontstond een nieuw type clown, de tramp-clown. Deze was een solist en stelde een romantische, gevoelige maar leuke vagebond voor. Joris Janssen stond met zijn naamloze vagebond met het kleine bolhoedje aan de wieg van het genre, maar men noemt ook Otto Grielberg als de eerste vagebonderende clown. Ook Emmet Kelly en Red Skeleton waren beroemde tramp-clowns.
In de twintigste eeuw ging men alle augusten "clowns" noemen. Nylon en kleurstoffen zorgden voor steeds vreemder gekleurde piassen die zich van de melancholieke witte clowns lijken te hebben losgemaakt.
Clowns en augusten waren ooit vooral mannelijk, maar tegenwoordig treden ook veel vrouwelijke augusten op. In 1934 kwam Miss Lulu als een van de eerste vrouwelijke clowns bij het circus.
Augusten, nu steeds clowns genoemd, worden bij verschillende gelegenheden ingezet om het publiek te vermaken, bijvoorbeeld in het circus, op verjaardagsfeestjes van kinderen, in ziekenhuizen en in de Verenigde Staten ook bij rodeo's. Ze halen vaak gevaarlijke capriolen uit waar gespecialiseerde trapezeacrobaten jaloers op kunnen zijn. Vaak doen augusten of clowns zich daarbij als dom en naïef voor. Zij bespelen soms ook muziekinstrumenten, zoals de Zwitserse clown Grock, die over het algemeen tot de grootste clowns van de twintigste eeuw wordt gerekend.
Clowns, narren en paljassen worden in verschillende vormen aangetroffen in de meest verschillende culturen.

## De clown als horrorfiguur

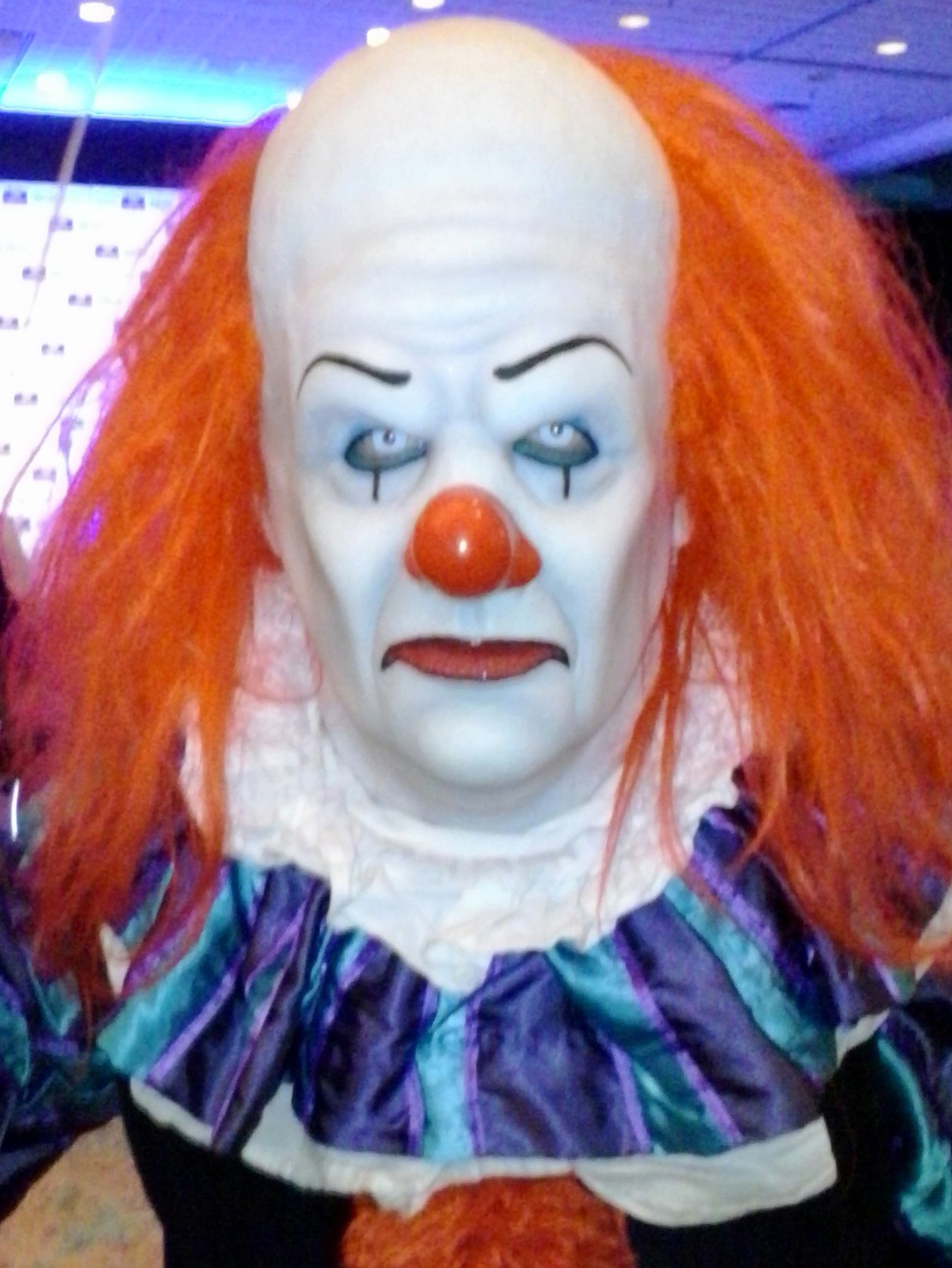
Pennywise, de horrorclown uit It

Sommige mensen hebben een onberedeneerde angst voor clowns en aanverwante figuren zoals augusten. Dit verschijnsel heet coulrofobie. Het kan in de hand worden gewerkt door boeken en films waarin clowns een kwaadaardige rol spelen, zoals de serie Poltergeist (1982) en It, een verhaal uit 1986 van Stephen King en de daarop gebaseerde verfilmingen.
Een fobie voor clowns kan daarnaast samenhangen met de angst voor mensen die maskers dragen, of van wie de gelaatsuitdrukkingen niet goed herkenbaar zijn. Ook kan het witte, star ogende gezicht van een clown associaties met de dood oproepen. Om die reden worden clowns soms in hetzelfde rijtje geschaard als klassieke horrorfiguren zoals vampiers, zombies en weerwolven.

## De clown in de zorg
In de zorg zijn ook clowns actief. Zij werken voor kinderen en volwassenen met een ernstige ziekte of een verstandelijke en/of meervoudige beperking. Bekend is de van oorsprong Amerikaanse organisatie Cliniclowns, die speciaal getrainde clowns naar ernstig zieke kinderen in ziekenhuizen stuurt om hun verblijf daar wat aangenamer te maken.

## Internationaal bekende augusten of clowns

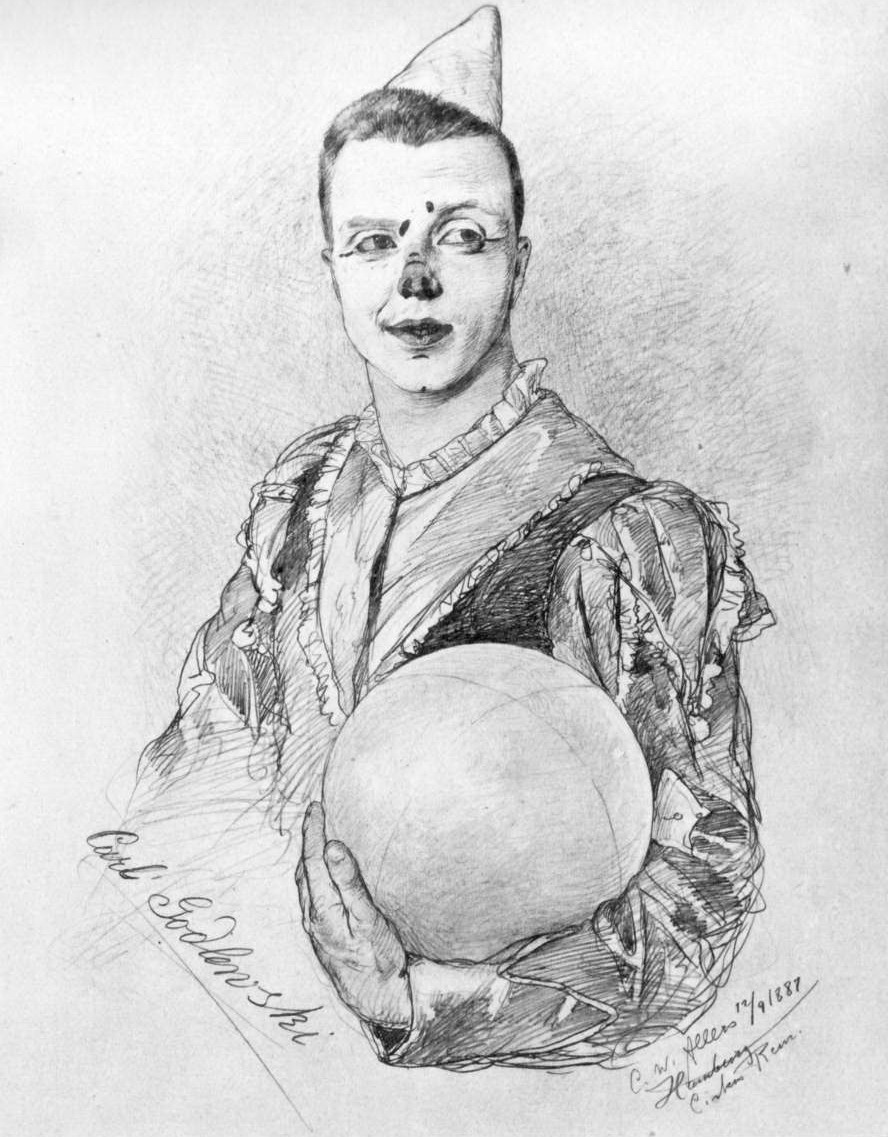
Carl Godlewski als clown in Circus Renz. 1887

- Carl Godlewski
- Grock
- Joseph Grimaldi
- Karandasj
- Pepa Plana
- Oleg Popov

### Bekende Nederlandse clowns
- Johan Buziau
- Bassie
- Pipo de Clown
- Flappie

### Bekende Belgische clowns
- Papa-Chico
- Clown Tobi

## In films en series
In sommige kinderseries spelen clowns de hoofdrol. Bekende Nederlandse series zijn die van Bassie en Adriaan en Pipo de Clown.

## In de muziek
Bekende liederen over een clown (of clowns) zijn:

### 19e eeuw
- Hoewel het Intocht van de Gladiatoren (1899) heet, associeert men Julius Fučíks militaristisch klinkende compositie steeds met de binnenkomst van clowns in een circus.

### 20e eeuw
- Cathy's Clown van The Everly Brothers (1960)
- Speel de clown van Dorus (1966)
- Death of a Clown van Dave Davies (1967)
- Ha! Ha! Said the Clown van Manfred Mann (1967)
- The Tears of a Clown van Smokey Robinson & The Miracles (1967)
- Oh, clown! van Marc Dex (1968)
- De Clown van Ben Cramer (1971)
- Send in the Clowns van Judy Collins (1975)
  - Opnieuw uitgebracht door Stephen Sondheim in 1978
- De clowns van Herman van Veen (1988)

### 21e eeuw
- Il pagliaccio van Cesare Cremonini (2009)
- Clown van Emeli Sandé (2012)

## Varia
- In zijn debuutperiode trad Leo Sayer op als zingende Pierrot.
- In de muziekclip Ashes to Ashes is David Bowie te zien als een merkwaardig soort clownfiguur.
- De new-wave-trend New Romantics van Steve Strange (1981) was gekenmerkt door velerlei vreemdsoortig uitgedoste personages gebaseerd op melancholisch ogende Harlekijn- of Pierrot-achtige figuren, alsook op Victoriaanse poppen, op personages uit Venetiaans carnaval, en (in mindere mate) op Japanse Geishas.
- Klaus Nomi was een clownesk figuur in de alternatieve popmuziek.
- In de muziekclip Shadow Of A Man is Bent Van Looy te zien als een slecht geschminkt weemoedig clownsfiguur dat mijmerend op straat loop te zingen.
- In figuurlijke zin wordt met een clown iemand die zich aanstelt of bespottelijk gedraagt bedoeld.
- In het Engels worden de twee grafdelvers in het stuk Hamlet van Shakespeare "1e en 2e clown" genoemd. Ook de toneelspelers in A Midsummer-Night's Dream worden samengevat als clowns.
- De seriemoordenaar John Wayne Gacy trad op als clown op kinderfeestjes.
- Een andere bekende clown is Ronald McDonald, die regelmatig verschijnt in de reclame-uitingen van de Amerikaanse fastfoodketen McDonald's. Deze clown heeft een wit gezicht, rood haar en een rode neus. Hij is gekleed in een geel pak. Men kwam hem vroeger ook nog wel eens in levenden lijve tegen in de restaurants van McDonald's.